# Robert McKee
Robert McKee (Detroit, 30 gennaio 1941) è uno scrittore, sceneggiatore e drammaturgo statunitense.

## Biografia
Autore di seminari e manuali sulla sceneggiatura sviluppati durante l'insegnamento alla University of Southern California, è noto in particolare per il manuale Story. Contenuti, struttura, stile, principi per la sceneggiatura e per l'arte di scrivere storie. Appare come personaggio, interpretato da Brian Cox, nel film Il ladro di orchidee.

## Opere
- Robert McKee, Story. Contenuti, struttura, stile, principi per la sceneggiatura e per l'arte di scrivere storie, traduzione di Paolo Restuccia, Omero Editore, 2010, EAN 9788896450031.
- Robert McKee, Dialoghi. L'arte di far parlare i personaggi nei film, in TV, nei romanzi, a teatro, traduzione di Paolo Restuccia, Omero Editore, 2017, EAN 9788896450307.
- (EN) Robert McKee e Gerace Thomas, Storynomics: Story-Driven Marketing in the Post-Advertising World, Grand Central Publishing, 2018, ISBN 9781455541973.